# Ангбар, Седрик
Седри́к Ангба́р (фр. Cédric Hengbart; 13 июля 1980, Фалез, Франция) — французский футболист, правый защитник.

## Карьера
В 2001—2008 годах выступал за «Кан».
В 2008—2013 — за «Осер».
В ответном матче квалификационного раунда ЛЧ 2010/11 против питерского «Зенита» Ангбар забил один из голов в матче на «Аббе-Дешам», который завершился победой «Осера» со счетом 2:0 (первый матч был сыгран со счетом 1:0 в пользу зенитовцев) и закрыл путь «сине-бело-голубым» в групповой этап Лиги чемпионов.